# 일본항공 472편 납치 사건

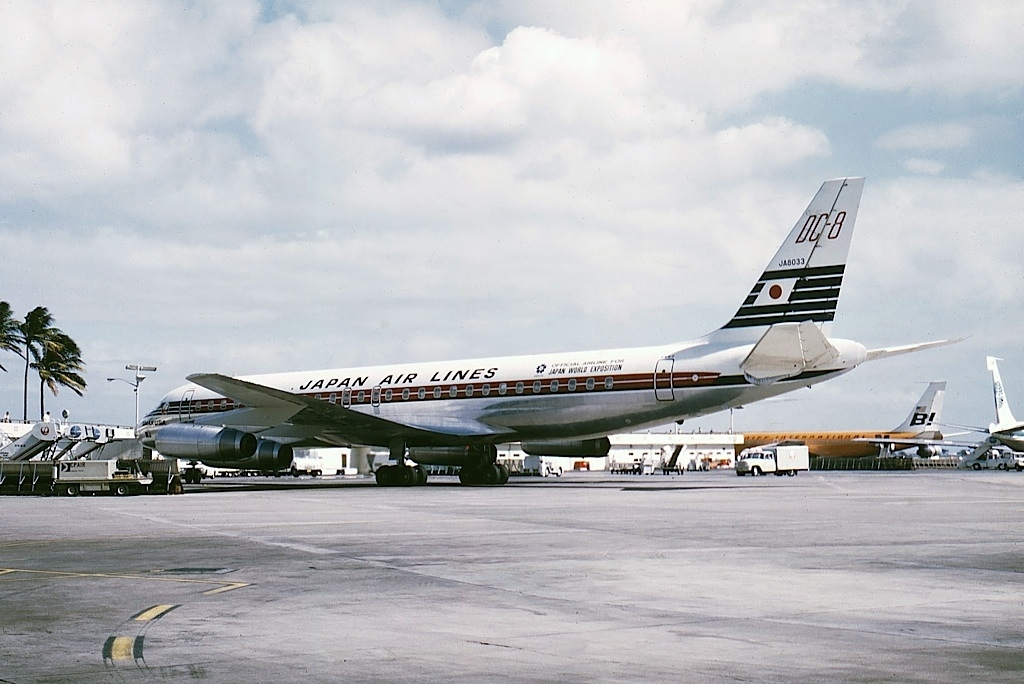
1969년에 찍은 사고기

일본항공 472편 납치사건(Japan Airlines Flight 472)은 일본적군이 일으킨 항공기 납치 사건이다.

## 사건 개요
1977년 9월 28일에 프랑스의 파리, 샤를 드골 공항발 그리스의 아테네 국제공항, 이집트의 카이로 국제공항, 파키스탄의 진나국제공항, 인도의 뭄바이 국제 공항, 타이의 돈므앙 국제 공항, 홍콩의 케이토쿠 국제 공항 경유 도쿄 국제 공항행의 일본 항공 472편(더글러스 DC-8-62, 기체 번호:JA8033, 다카하시 시게오 기장 이하 승무원 14명, 472명의 적색이였다.
동 비행기는 캘커타 방면으로 일단 향한 후, 진로를 변경해 방글라데시의 수도 다카노 지아 국제공항에 강행 착륙, 범인들은 인질의 몸값으로서 600만달러(당시의 환율<1USD ≒ 약 266엔>로 약 16억엔)과 일본에서 복역 및 구류중의 9명(오쿠히라 준조, 시로사키 츠토무, 다이도지 아야코, 유카타 유키코, 이즈미미즈 히로시.이때 납치범들이 미국인 인질을 먼저 살해한다는 조건을 달았고, 이에 영향을 받아 이후 일본 정부의 대응에 미국에 대한 외교적 배려가 있었을 것이라는 시각도 있다. 또 당시 미합중국 대통령 지미 카터의 친구인 미국인 은행가가 타고 있었으며 범인들은 그 사실을 미리 알고 있었다.
이후 항공기들은 제트연료 소모를 억제하기 위해 엔진을 정지시키면서 기내 기온이 45도 이상으로 올라가 열사병으로 쓰러지는 사람이 속출했다. 그러나, 우연히 합승한 일본항공 촉탁의사 호카리 마사오미(保加正臣)가 치료를 한 것 외에 기장이 공항 관계자에게 에어컨을 작동시키기 위한 보조 동력차와 물을 요구하고, 이것이 받아들여져 큰일이 났다.
범인들은 인질로부터 여권과 시계, 금전 및 귀금속류를 몰수하고 수하물을 내림구에 쌓아 바리케이드로 삼았다.창가리개는 내리고 기내 요구는 모두 여성 고객이 시켰다.

## 초법적 조치
일본 정부는 이 이상의 협상이나 무력 해결을 좋게 보지 않고 10월 1일 후쿠다 다케오 총리가 한 사람의 생명은 지구보다 무겁다며 몸값 지불 및 초법적 조치로 수감자 등을 인도하기로 결정했다.
또한 석방 요구된 9명 가운데 우에가키는 일본에 남아 연합적군 문제를 생각하지 않으면 안 된다, 지넨은 일체의 오키나와 해방 투쟁은 오키나와인 자신이 싸워야 하며 일본 적군과는 정치적 사상적 일치점이 없다, 오무라는 정치혁명을 목표로 하는 적군과는 이데올로기가 다르다며 각각 석방 및 일본 적군 참가를 거부했다.일본 정부는 논의 과정에서 석방 요구 리스트에 오른 옥중자 조합 2명(이즈미미즈와 진페이)은 사상범이 아닌 형사범이라는 이유로 석방 거부 방침을 갖고 협상했다. 그러나 이에 납치범 측이 응하지 않아 결국 일본 정부가 꺾이고 2명도 석방됐다.
이때 초법적 조치에 따른 석방은 법무대신이 교도소·구치소를 소관하는 법무부 교정국장을 직접 지휘하는 형태로 이뤄졌다.
일본 정부는 이날 아침 운수정무차관 이시이 이치(石井一)를 파견단장으로 하고 아사타 시즈오 일본항공 사장 등 이 회사의 임원이나 운수성 간부를 중심으로 한 납치대책 정부특사와 교대의 객실승무원, 6t의 식량, 몸값과 석방에 응한 멤버 6명 등을 일본항공특별기(더글라스 DC-8-62, 기체번호:JA8031)로 다카에 수송했다.
일본 정부가 과격세력의 옥중 요원 석방 요구에 응한 것은 1975년 쿠알라룸푸르 사태 이후 두 번째다.또한 검찰총장인 가미야 나오오(神谷尙男)와 법무대신 후쿠다 하지메(福田一)는 법치국가에서의 '법의 파수꾼'으로서의 입장에서 이러한 안이하게 법을 무시한 초법적 조치의 시행에 대해 강경하게 반발하였다. 후쿠다는 시행이 결정된 후에 인책 사임했다.

## 군사 쿠데타 발생
방글라데시 군 중추를 포함한 정부 수뇌가 이 사건의 대응에 쫓기는 틈을 타서 10월 2일 이른 아침에 군사 쿠데타가 발생했다. 쿠데타 부대는 대부분 정부 요인들이 이 사건에 대응하기 위해 공항 관제탑에 모여 있었다는 점을 이용했고, 이 쿠데타군은 납치범들이 받아낸 몸값 600만달러 강탈도 꾀했다.
이후 계엄령이 내려져 시내 및 교외 전투 끝에 최종적으로 2시간여 만에 반군은 진압되었지만 공항 인근에서도 전투가 벌어지고 관제탑 내에서도 일본 정부관계자와 언론사 인력이 보는 앞에서 총격전이 벌어져 정부군 사관 11명이 사망하고 사건해결을 진두지휘하던 정부군 사령관이 부상하는 등 현지는 긴박했다.
이때 총성 등 이변을 눈치챈 범인 측의 "무슨 일이 있었지?"라는 통신에 방글라데시 측은 "사소한 긴급사태다.병사가 다가오면 쏴도 좋다.네 신상은 네 스스로 지켜라."라고 대답하며

## 대응과 종결
10월 1일, 당시 일본 총리대신이었던 후쿠다 다케오는 "인명은 지구보다 무겁다."라는 말을 남기고 범인들의 요구 조건을 모두 수락하기에 이르렀다. 다음 날인 2일에 납치범 일당이 요구한 돈과 석방된 6명(3명은 석방되기를 거부)이 다카에 도착, 인질로 잡혀 있던 151명 중 118명이 이와 교환되는 형태로 풀려났다. 3일 472편의 항공기는 이륙하여 쿠웨이트와 다마스커스를 거치며 17명을 풀어주었고, 최종적으로 하이재킹방지조약에 가입해 있지 않았던 알제리의 달 엘 페이더 공항에 착륙하여 알제리 당국의 관리하에 놓이게 되었다. 이 시점에서 나머지 탑승자들이 해방되어 사건은 일단 종결되었다.
납치범들은 당초부터 일본 정부와는 협상하지 않겠다고 통보했기 때문에 협상은 방글라데시 공군사령관 마무드에 의해 이뤄졌다.이시이가 도착했을 때에는 현지에서 인질의 부분 해방·나머지는 이송처에서 석방이라고 하는 내용으로 현장은 정리되어 있었다.맘드는 이 사건의 해결을 자신과 나라의 위신을 드높이는 데 이용하려고 생각하고 있었다. 그러나 쿠데타로 마무드가 부상당하자 이후 통신 및 협상은 그의 부하들이 대신했다. 이시이 등 일본 측이 범인과 통신을 하면 납치범들은 태도를 경화하는 일이 몇 번이나 반복됐고 일본 측은 전혀 교섭 상대가 되지 않았다.
10월 2일에 임부와 환자 등, 수명의 인질과 교환이 행해져 약간의 식량과 물의 차입을 범인측이 받아 들였다. 범인은 자신들이 가져온 비스킷만 입에 대고 물은 인질들에게 독을 퍼뜨리고 있었다. 그 직후 이집트인 승객이 콜레라에 감염된 것으로 의심되자 그 승객과 주변에 있던 5명을 풀어주고 기내와 승객을 술로 소독했다. 테러범들은 패닉을 우려해 인질들에게 콜레라라는 단어를 입에 올리지 못하게 했다고 한다.
그 후, 구원기가 납치기가 멈추어 있는 활주로 반대편에 주기. 납치범들은 비행기를 이륙할 태세를 취했으나 마무드의 부하들에 의해 진로가 차량 등으로 막혀 움직일 수 없는 상태가 됐다. 미국인 은행가를 죽이겠다는 통신 카운트다운 5초 전 이시이는 범인의 요구를 모두 들어주는 답변을 했다. 이때 이시이는 독단으로 구호기 안에서 마지막 교환요원인 오쿠다이라에게 자신들 일본 대표와 인질 전원을 교환하도록 설득해 달라고 부탁했다. 다음날인 10월 3일에 다카하시 기장과 데드헤드를 타고 있던 사와다 류스케의 기지로 추가 인질 석방에 성공하여 다카에서는 승객 승무원 118명이 석방되었다.
쿠데타 직후 쿠데타군의 몸값 강탈을 우려한 방글라데시 대통령령에 따라 강제 이륙 명령이 내려졌고 승무원과 나머지 인질을 태운 납치기는 구호기와 함께 다카를 떠나 일본 외무성이 수용한 협상 수배된 알제리로 향하게 됐다.
경유지인 쿠웨이트에서 인질 7명을, 시리아의 다마스커스에서 인질 10명을 석방한 후 알제리의 다르엘 페이다 공항에 착륙했으며 여기서 납치범과 석방범은 동국 당국에 투항하여 그 관리하에 놓였고 마지막 인질 12명과 승무원 7명 전원이 석방되었다. 일본 적군이 알제리를 선택한 것은 동국이 납치 방지 조약을 맺지 않았기 때문이다. 또 당시 알제리는 소련 등의 지원을 받아 친동쪽 국가들의 입장을 취하고 있었으며 나아가 미국의 과격단체 블랙팬서당 회원들의 망명을 받아들였고 선진국의 좌익 과격단체 및 쿠바와 함께 팔레스타인해방기구 등 제3세계 혁명조직의 최대 지원국 중 하나인 점도 컸다. 최종적으로 하이재킹방지조약에 가입해 있지 않았던 알제리의 달 엘 페이더 공항에 착륙하여 알제리 당국의 관리하에 놓이게 되었다. 이 시점에서 나머지 탑승자들이 해방되어 사건은 일단 종결되었다.

## 사건후 영향
사건 해결에 많은 협조를 받은 데다 11명의 사망자를 낸 군사쿠데타의 계기를 마련함에 따라 사건 해결 후 일본 정부는 방글라데시에 사례와 사과의 뜻을 담은 특파사절을 보내게 됐다. 그러나 방글라데시 정부는 일본 정부에 보상 등을 요구하지 않았다. 방글라데시 정부의 대응은 큰 칭찬을 받게 됐다.
또, 이 사건에 있어서의 일본 정부의 「초법적 조치」는, 테러에 시달린 많은 여러 나라로부터 「일본은 테러까지 수출하는 것인가」(당시, 일본으로부터 여러 나라에 대한 전자제품이나 자동차등의 수출이 급증하고 있었다) 등으로 비판되었다고 여겨지지만, 당시는 여러 나라에 있어도, 테러리스트의 요구를 받아 들여, 신병 구속중의 동료를 석방하는 것은 드물지 않고(PFLP여객기 동시 납치 사건만 동시 항공기 납치. 또한 이러한 테러리스트들의 요구를 수용하는 흐름이 바뀌는 계기가 된 것이 다카사건과 같은 해에 발생한 루프트한자항공 181편 납치사건이었다. 서독 정부는 뮌헨올림픽 사건을 계기로 창설된 경찰 특수부대 GSG-9을 항공기 안으로 진입시켜 반군을 제압하고 인질들을 구출했다.
본 사건 17일 후에 발생한 나가사키 버스잭 사건에서는 「아소 연합 적군」이라고 자칭하는 2인조가 정치인과의 면회등을 요구했지만, 일련의 적군 사건을 모방한 몸값 목적의 범행으로 여겨져 경찰의 강경책에 의해 범인 1명은 사살, 1명은 체포되고, 인질 16명은 무사 구출되었다.
1970년대 세계 각국에서는 빈발하던 공중납치나 테러사건에 대처하기 위해 특수부대 창설이 추진되는 중이었다. 일본 정부도 같은 해 GSG-9를 참고로 1977년, 납치 사건 등에 대처하는 특수부대를 경시청과 오사카부 경찰에 창설했다. 이들은 당초 '특과중대'(경시청 제6기동대 특과중대:약칭 록카츄), '특수검거반' 또는 '영중대'(오사카부경 제2기동대) 등으로 불리며 존재 자체가 장기간 비공표(소속대원 이름도 경찰관 명부에서 말소되어 있었다)로 되어 있었으나 1979년 미쓰비시은행 인질사건으로 오사카부경 제2기동대 특수검거반이 돌입하면서 범인 우메미 사살반이 돌입했다.1995년 발생한 전일본공수 857편 납치사건에 출동해 범인을 체포하고 인질을 구출하면서 널리 알려졌다. 그 후, 이 특수부대는 부대를 증설하고 장비를 강화한 후, SAT로 불리게 되었다(1995년, 옴진리교 사티안에 대한 강제 수사 시에 수사 1과와 함께 SAT 대원도 참가했다). 또 다카사건을 계기로 경찰청은 경비국 공안3과 겸 외사과 조사관실을 설치해 중동·유럽·동남아 등지에서 일본 적군 수사를 벌이게 됐다. 조사관실은 현재 국제테러리즘 대책과의 기원이 됐다. 미합중국도 GSG-9 돌입작전을 교훈 삼아 육군에 델타포스를 설립했다.
이 사건을 보도하는 뉴스를 계기로 후쿠오카현 결핵요양소에 입원했던 환자가 인질이 어떻게 되느냐로 같은 병실의 환자와 말다툼을 벌이다가 칼로 찔러 죽이는 또 다른 사건도 있었다.